# Gloria Gaynor
Gloria Gaynor, nome d'arte di Gloria Fowles (Newark, 7 settembre 1943), è una cantante statunitense.
Esponente di spicco della Disco music, è nota particolarmente per il famoso brano I Will Survive, grandissimo successo in tutto il mondo, nonché potente inno all'importanza della propria libertà, che ricevette il Grammy Award per la Miglior Canzone Disco nel 1980 ed è stata inserita alla posizione 489 nella lista dei 500 migliori brani musicali secondo Rolling Stone.

## Biografia
Gloria Gaynor, nata Gloria Fowles a Newark, nel New Jersey, da Daniel Fowles e Queenie Mae Proctor, crebbe soprattutto a casa di sua nonna, la quale viveva accanto a loro, a causa dei lunghissimi turni di lavoro che erano costretti a svolgere entrambi i suoi genitori per riuscire a mantenere la famiglia (composta da 6 figli) coi salari minimi che all'epoca erano riservati ai neri.
Gloria era la più piccola della famiglia, nonché unica, tanto desiderata figlia femmina di Daniel e Queenie; infatti crebbe con atteggiamenti da "maschiaccio",  esclusa dai giochi e dalle attività perché troppo piccola dai suoi fratelli maggiori, che cantavano gospel e non volevano una "ragazzina" nel loro gruppo, cosa che però, come lei stessa ha poi raccontato, "non ha fatto altro che rendermi più forte!".
Gloria, nella sua autobiografia, intitolata come il suo più grande successo, I Will Survive, scriverà: "C'era sempre musica nella nostra casa, non c'era un attimo in cui la radio non fosse accesa e il giradischi non suonasse i vinili di Nat King Cole, Ray Charles, Sarah Vaughan, Chuck Berry e Bessie Smith." Inoltre suo padre suonava l'ukulele e la chitarra, era un baritono certificato e cantava nei nightclub con un complesso chiamato "Step 'n' Fetchit".
Il penultimo figlio, Arthur, un anno e mezzo più grande di Gloria, in seguito avrebbe agito come manager dell'amata sorella per tutta la sua carriera, non abbandonandola mai. La famiglia Fowles era relativamente povera, ma Gaynor ricorderà che "la nostra casa era sempre piena di risate e felicità, e non importa quanto cibo ci fosse in tavola: se ne condivideva sempre con gli amici di tutto il vicinato!".
In seguito la famiglia si trasferì in una casa finalmente più nuova e spaziosa nel 1960, quando la Gaynor iniziò a frequentare la South Side High School, diplomandosi nel 1963.

Nella sua autobiografia la Gaynor scriverà poi:
"Per tutta la mia giovane vita ho voluto cantare, nonostante nessuno in casa lo sapesse."

## Carriera

### Gli inizi
Gloria Gaynor iniziò a cantare, su consiglio della nonna "Big Mama", nei Soul Satisfiers (una band jazz e pop degli anni sessanta), in una discoteca di Newark, per poi lasciare il gruppo e proseguire da sola la sua strada in vari locali e piani-bar, fino al 1971, quando finalmente firmò il suo primo contratto discografico, con la famosa Columbia Records.
Il suo primo singolo fu She'll Be Sorry / Let Me Go Baby (1965). Con la cover di Never Can Say Goodbye, pubblicata nel 1974 e poi inclusa nell'omonimo album del 1975, Gloria Gaynor ottenne un primo grande successo, entrando nella top ten statunitense: la canzone fu tra le prime ad avviare il fenomeno della disco music, che sarebbe esploso in tutto il mondo a partire dal 1977. Alcune canzoni meno famose in Italia sono Honey Bee (1974) e Casanova Brown (1975), mentre molto nota è la cover di Reach Out I'll Be There, dei The Four Tops.

### Il successo
Nel 1978, anno definito scherzosamente "Gloria's gloria year", la cantante pubblicò l'album Love Tracks, da cui fu estratto il singolo che l'avrebbe resa celebre in tutto il mondo: I Will Survive. La canzone parla di una donna, lasciata di recente, che dichiara al suo ex di non avere più bisogno di lui e che, anzi, se la caverà benissimo da sola, con le sue sole forze e tutto il valore che è consapevole di avere.
La canzone conobbe un successo strepitoso ed è tuttora considerata un sempreverde, nonché uno dei simboli della rivoluzione che ha contrassegnato gli anni '70. Al tempo divenne simbolo dell'emancipazione femminile, diventando in seguito un inno della comunità LGBT. La casa discografica aveva pubblicato il 45 giri con la canzone sul lato B, a favore della semisconosciuta Substitute, considerata "più orecchiabile" sul lato A. I DJ tuttavia capirono il potenziale della canzone e l'etichetta la reincise a lati invertiti. Il singolo raggiunse la vetta della classifica Billboard già dalla prima settimana.
Il declino della disco music segnò la carriera della Gaynor, che a poco a poco decadde, se si esclude il picco avvenuto straordinariamente nel 1983 con I Am What I Am, altro singolo elogio di libertà e celebrazione della splendida diversità di ognuno, e che rese la Gaynor ufficialmente un'icona gay.

### Il ritorno al successo
A metà degli anni novanta la cantante decise di dedicarsi alla recitazione e comparve nelle fiction The Wayans Bros., That '70s Show, e Ally McBeal prima di esordire in uno spettacolo di Broadway chiamato Smokey Joe's Cafe. Si è poi riavvicinata agli studi di registrazione e nel 2002 pubblicò un suo disco dopo oltre vent'anni: I Wish You Love.
Entrambi i singoli estratti dall'album, Just Keep Thinking About You e I Never Knew, hanno scalato le classifiche dance fino al 1º posto, confermando la leggenda della cantante, soprannominata "regina" del genere.
Il 19 settembre 2005 fu ammessa nella Dance Music Hall of Fame, sia come cantante in sé che per il singolo I Will Survive.

### Oggi
Tra il 2009 e il 2010, è apparsa nei seguiti talk show statunitensi The Wendy Williams Show, Last Comic Standing e The Tonight Show.
A ben oltre 40 anni dalla sua uscita, I Will Survive ha continuato e continua tuttora a cavalcare il successo, assieme a Gloria Gaynor: di essa sono stati fatti diversi remix di successo durante gli anni '90 e 2000, come le versioni di Lonnie Gordon, Diana Ross (di un anno più giovane della Gaynor), Chantay Savage, il gruppo rock Cake e tanti altri. La canzone è stata i inoltre ripresa, tra le altre molte colonne sonore, nel 2015 per il film Sopravvissuto - The Martian, dove viene utilizzata alla fine durante i titoli di coda, e nel 2016 per il film italiano di grande successo Perfetti sconosciuti, come suoneria del fedifrago "Cosimo", Edoardo Leo.

## Vita privata
Gloria Gaynor ha sposato il collega Linwood Simon nel 1979, per poi divorziare nel 2005. La Gaynor non ha mai avuto figli.

## Discografia

### Album in studio
- 1975 – Never Can Say Goodbye
- 1975 – Experience Gloria Gaynor
- 1976 – I've Got You
- 1977 – Glorious
- 1978 – Gloria Gaynor's Park Avenue Sound
- 1978 – Love Tracks
- 1979 – I Have a Right
- 1980 – Stories
- 1981 – I Kinda Like Me
- 1983 – Gloria Gaynor
- 1984 – I Am Gloria Gaynor
- 1986 – The Power of Gloria Gaynor
- 1990 – Gloria Gaynor '90
- 1992 – Love Affair
- 1995 – I'll Be There
- 1997 – The Answer
- 2002 – I Wish You Love
- 2007 – Christmas Presence
- 2013 – We Will Survive
- 2019 – Testimony